# Paraliparis molinai
Paraliparis molinai är en fiskart som beskrevs av Stein, Meléndez C. och Kong U., 1991. Paraliparis molinai ingår i släktet Paraliparis och familjen Liparidae. Inga underarter finns listade i Catalogue of Life.